# Phymatodes rainieri
Phymatodes rainieri là một loài bọ cánh cứng trong họ Cerambycidae.